# Vraneševci
Vraneševci is een plaats in de gemeente Čađavica in de Kroatische provincie Virovitica-Podravina. De plaats telt 147 inwoners (2001).